# ユーリー・グリャーエフ
ユーリー・アレクサンドロヴィチ・グリャーエフ（ロシア語: Юрий Александрович Гуляев, Yury Aleksandrovich Gulyayev, 1930年9月9日 - 1986年6月24日）は、ソビエト連邦のバリトン歌手、作曲家。クラシックと軽音楽の両分野で活躍した。ソ連人民芸術家（1968年授与）。

## 経歴
1930年、シベリア西部の都市チュメニで生まれる。1954年にスヴェルドロフスクにあるウラル音楽院を卒業する。スヴェルドロフスクの歌劇場に所属した後、ウクライナに赴き、1956年からドネツクのオペラ・バレエ劇場、1960年からキエフのタラス・シェフチェンコ記念ウクライナ国立オペラ劇場でソリストとして活躍した。20年に及ぶウクライナでの活動の後、1975年、モスクワのボリショイ劇場に招かれる。同じ年にソビエト連邦国家賞も授与された。1986年、心不全のためモスクワで死去。
ロシア民謡やロマンス、軽音楽（アレクサンドラ・パフムートワやヤン・フレンケリ、自作も含む）の歌い手としても活躍した。